# زن اهل توکیو
زن اهل توکیو (انگلیسی: Woman of Tokyo) فیلمی ژاپنی به کارگردانی یاسوجیرو اوزو است که در سال ۱۹۳۳ منتشر شد. نام اولیهٔ فیلم، ماجرای آن زن، به‌عنوان مثال (انگلیسی: Her Case, For Example) بود و از بازیگران آن می‌توان به کینویو تاناکا و چیشو ریو اشاره کرد.
در سال ۲۰۱۲ انستیتوی فیلم بریتانیا این فیلم را به همراه گرگ‌ومیش توکیو و اوایل بهار تحت عنوان ملودرام سه‌گانه در قالب دی‌وی‌دی منتشر کرد.